# Manuel Deodoro de Carvalho
Manuel Deodoro de Carvalho (São Francisco do Sul,  — 1974) foi um político brasileiro.
Foi deputado à Assembleia Legislativa de Santa Catarina na 10ª legislatura (1919 — 1921), na 11ª legislatura (1922 — 1924) e na 12ª legislatura (1925 — 1927).